# Pedro Poti
Pedro Poti (capitania da Paraíba, 1608 – oceano Atlântico, 1652) foi um líder indígena brasileiro da etnia potiguara. Aliado dos neerlandeses contra os lusitanos, em meados do século XVII, Poti chegou a ser levado para a Holanda, onde foi recebido como herói e tratado com honrarias.  
Em 19 de fevereiro de 1649, durante a Segunda Batalha dos Guararapes caiu prisioneiro dos portugueses, período em que viveu um calvário na prisão, como transcreve o antropólogo Darcy Ribeiro em seu A fundação do Brasil: testemunhos, 1500–1700:
Pedro Poty, regedor da infeliz nação, tendo caído prisioneiro dos portugueses a 19 de fevereiro de 1649, na segunda funesta batalha de Guararapes, foi barbaramente tratado por aqueles algozes, excedendo [com] o que perpetraram a todas as crueldades por mais desumanas que se possa imaginar: era constantemente acoitado, sofreu toda espécie de tormentos, foi atirado, preso por cadeias de ferros nos pés e mãos, a uma enxovia escura, recebendo por alimento unicamente pão e água, e realizando ali mesmo durante seis longos meses as suas necessidades naturais. (...) A concessão que lhe davam algumas vezes de sair dali uma ou mais horas para gozar a luz do dia, [o que] longe de aliviá-lo antes lhe recrudescia os males.
Poti viria a óbito em pleno oceano Atlântico a bordo de um navio quase três anos depois, enquanto era conduzido para ser julgado em Portugal.